# Mistrzostwa Europy Kadetów w Piłce Siatkowej 1995
Mistrzostwa Europy Kadetów w Piłce Siatkowej 1995 - były I. edycją tych mistrzostw, które odbyły się w Barcelonie. Mistrzem Europy kadetów została drużyna Rosji. Zawody trwały w dniach 11 - 16 kwietnia 1995 roku.

## Grupa 1
| Poz. | Drużyna   | Pkt | Mecze | Mecze      | Mecze   | Sety | Sety | Sety  | Pkt | Pkt | Pkt   |
| Poz. | Drużyna   | Pkt | Mecze | Zwycięstwa | Porażki | +    | -    | Ratio | +   | -   | Ratio |
| ---- | --------- | --- | ----- | ---------- | ------- | ---- | ---- | ----- | --- | --- | ----- |
| 1    | Polska    | 6   | 3     | 3          | 0       | 9    | 4    | 2.250 | 176 | 138 | 1.275 |
| 2    | Francja   | 5   | 3     | 2          | 1       | 6    | 4    | 1.500 | 125 | 127 | 0.984 |
| 3    | Hiszpania | 4   | 3     | 1          | 2       | 5    | 6    | 0.833 | 136 | 131 | 1.038 |
| 4    | Ukraina   | 3   | 3     | 0          | 3       | 3    | 9    | 0.333 | 131 | 172 | 0.762 |

## Grupa B
| Poz. | Drużyna    | Pkt | Mecze | Mecze      | Mecze   | Sety | Sety | Sety  | Pkt | Pkt | Pkt   |
| Poz. | Drużyna    | Pkt | Mecze | Zwycięstwa | Porażki | +    | -    | Ratio | +   | -   | Ratio |
| ---- | ---------- | --- | ----- | ---------- | ------- | ---- | ---- | ----- | --- | --- | ----- |
| 1    | Rosja      | 6   | 3     | 3          | 0       | 9    | 1    | 9.000 | 148 | 87  | 1.701 |
| 2    | Włochy     | 5   | 3     | 2          | 1       | 7    | 3    | 2.333 | 125 | 118 | 1.059 |
| 3    | Chorwacja  | 4   | 3     | 1          | 2       | 3    | 6    | 0.500 | 102 | 132 | 0.773 |
| 4    | Portugalia | 3   | 3     | 0          | 3       | 0    | 9    | 0.000 | 100 | 138 | 0.725 |

## Mecze o miejsca 5-8

### Półfinały o miejsca 5-8
| Ukraina   | 3-0 | Chorwacja  |
| Hiszpania | 3-2 | Portugalia |

### Mecz o 7. miejsce
| Chorwacja | 3-0 | Portugalia |

### Mecz o 5. miejsce
| Ukraina | 3-1 | Hiszpania |

## Mecze o miejsca 1-4

### Półfinały o miejsca 1-4
| Francja | 0-3 | Rosja  |
| Polska  | 0-3 | Włochy |

### Mecz o 3. miejsce
| Francja | 0-3 | Polska |

### Finał
| Rosja | 3-0 | Włochy |

## Zestawienie końcowe drużyn
| Poz. | Drużyna    |
| ---- | ---------- |
|      | Rosja      |
|      | Włochy     |
|      | Polska     |
| 4    | Francja    |
| 5    | Ukraina    |
| 6    | Hiszpania  |
| 7    | Chorwacja  |
| 8    | Portugalia |